# آنتونین یاندا
آنتونین یاندا (چکی: Antonín Janda; ۲۱ سپتامبر ۱۸۹۲ – ۲۱ ژانویهٔ ۱۹۶۰) بازیکن فوتبال اهل چکسلواکی بود.
از باشگاه‌هایی که در آن بازی کرده‌است می‌توان به باشگاه فوتبال اسپارتا پراگ اشاره کرد.
وی همچنین در تیم ملی فوتبال چکسلواکی بازی کرده‌است.